# Capella de l'Anunciació de Falgars
La Capella de l'Anunciació de Falgars és un edifici del municipi de Beuda (Garrotxa) inclosa en l'Inventari del Patrimoni Arquitectònic de Catalunya.

## Descripció
La capella de planta rectangular és bastida a pocs metres del gran casal de Falgars. La façana principal de l'edifici mira a migdia, disposant d'un petit porxo amb arc de mig punt rebaixat, finestra rectangular, a nivell del primer pis i petit campanar d'espadanya d'una sola obertura, amb campana. Aquesta porxada guarda la porta d'ingrés al temple, feta amb carreus ben tallats i llinda sense inscripció; a cada costat, una finestreta amb reixes de ferro forjat per veure l'interior, coberta tota la porxada amb volta d'aresta.

## Història
L'origen de Ca'n Falgars és una peça de terra concedida en alou pel monestir de Sant Pere de Besalú en l'any 1209; fou concebuda per administrar un gran patrimoni forestal. Dos-cents anys més tard (vers la meitat del segle XV) trobem els Falgars entre els remences que recolzen l'emancipació agrària. Blai Falgars figurava entre els homes que en nombre d'un centenar es tancaren dins la Força de Girona per defensar a la Reina Joana i el seu fill Ferran; aquest, esdevingut Ferran "El Catòlic" ennoblirà a la família.